# فاتو غونزاليز
فاتو غونزاليز (Vato Gonzalez) من مواليد 9 يونيو 1983.هو دي جي ومنتج أسطوانات وكاتب أغاني هولندي.